# Alchemilla ambigens
Alchemilla ambigens é uma espécie de rosácea do gênero Alchemilla, pertencente à família Rosaceae.